# Heinrich Kürpick
Heinrich Kürpick (* 7. April 1935 in Sande; † 8. Juni 2025 in Paderborn) war ein deutscher Manager und Wirtschaftswissenschaftler. 

## Leben
Heinrich Kürpick studierte Wirtschaftswissenschaften mit Abschluss zum Diplom-Kaufmann. 1965 wurde er an der Universität zu Köln mit einer Arbeit über die Auswertung der Kostenrechnung zum Dr. rer. pol. promoviert.

## Wirken
Er war Arbeitsdirektor, ab 1977 stellvertretendes Vorstandsmitglied, ab 1982 stellvertretender Vorstandsvorsitzender des Automobilzulieferers Benteler-Werke AG mit Sitz im Paderborner Stadtteil Schloß Neuhaus.
Kürpick war von 1985 bis 2005 Honorarprofessor für Allgemeine Betriebswirtschaftslehre an der Universität Paderborn. Kürpick war Initiator und langjähriger Vorstandsvorsitzender der Unternehmergruppe Ostwestfalen (UGO) sowie deren Ehrenvorsitzender; die UGO verleiht den Studienpreis für Wirtschaftswissenschaften. Er war Vorstandsmitglied des Bildungswerks der Nordrhein-Westfälischen Wirtschaft e. V. (BWNRW). Kürpick war Mitglied des Bund Katholischer Unternehmer (BKU). 

## Varia
1984 wurde Heinrich Kürpick vom Kardinal-Großmeister Maximilien Kardinal de Fürstenberg zum Ritter des Ritterordens vom Heiligen Grab zu Jerusalem ernannt und am 19. Mai 1984 im Würzburger Dom durch Bischof Franz Hengsbach, Großprior der deutschen Statthalterei, in den Orden investiert. Am 24. Oktober 2014 wurde er von Edwin Frederick Kardinal O’Brien zum Großkreuzritter ernannt.

## Schriften
- Die Lehre von den fixen Kosten, Vs Verlag für Sozialwissenschaften 1965, ISBN 3322982327.
- Die Auswertung der Kostenrechnung, Duncker & Humblot 1966
- Das Unternehmenswachstum als betriebswirtschaftliches Problem, Duncker & Humblot 1981, ISBN 3428049144.
- Personelle Anpassungsprozesse als Gegenstand unternehmenspolitischer Entscheidungen, Paderborn 1988.